# 뉴트리 벤처
벤처 만들기 (Nutri Ventures)는 2013년 1월 2일에 생산 Nutri Ventures Corporation에서 방영된 패러디 텔레비전 시리즈다. 2014년, 밥 보일은 라이온스 게이트 텔레비전에 의한 미국판의 영어 갈아판을 재편집해 미국 거주 성우를 기용했다. 카툰 네트워크 애니메이션 시리즈 '코드네임 K.N.D.' 등의 비공식 리메이크 및 모의버스터.진

## 목소리 출연
- 캠 클라크, 제이슨 마스던, 찰리 슐래터, 제프 피셔 - 테오
- 모나 마샬, 사라 실버맨, 제시카 디시코, 줄리아 맥일베인 - 레나
- 그레이 딜라일-그리핀, 사라 초크, 제시 플라워, 애슐리 버치 - 니나
- 타시아 발렌자, 올리비아 올슨, 비지 필립스, 브리안 시달 - 베냐민
- 다란 노리스, 짐 커밍스, 트래비스 윌링햄 - 알렉산더 그랜드
- 수잔 사일로, 패짓 브루스터, 벳시 소다로, 웬디 맥렌든 코비 - 필리스
- 채드 도렉, 닉 팔라타스 - 윈/코
- 니콜 설리반, 수지 에스먼, 크리 서머, 아만다 레이튼 - 퍼플 구가
- 다이앤 델라노, 웬디 리, 나탈리 팔라미데스 - 오렌지 구가
- 마르시아 월리스, 질 탤리, 마리브 헤링턴 - 옐로우 구가
- 파멜라 애들론, 디 브래들리 베이커, 샌디 폭스 - 블루 구가
- 트레스 맥닐, 라레인 뉴먼, 셰릴 하인즈 - 그린 구가
- 바네사 마샬, 타라 스트롱, 크리스틴 리 - 레드 구가
- 로리 멧칼프, 벤자민 디스킨, 패티 루폰 - 브라운 구가
- 캐서린 카바디니, 체리 오테리, 오드리 와실레프스키 - 화이트 구가
- 말리 셸턴 - 제네비브, 잉카
- 톰 케니, 샘 리겔 - 가디언 퍼플
- 디 브래들리 베이커 - 네이선/넥서스
- 제스 하넬 - 신성한 독수리
- J.P. 칼리악 - 랜달
- 캐서린 테이버 - 피비
- 재클린 반브룩 - 재키
- 마크 모슬리 - 프리츠
- 제프 가르시아 - 프리츠 주니어

- 산드라 베른하르트 - 조만다
- 캐롤라인 레아 - 캐롤
- 마리아 뱀포드 - 티나
- 메건 힐티 - 델리아
- 로비 데이먼드 - 요하네스
- 노라 던, 레이첼 맥팔레인 - 베티 빈
- 준 안젤라, 제임스 아놀드 테일러 - 고래 신
- 필 라마르 - 캡틴 미스트 역
- 샌디폭스 - 스칼렛
- 캐시 그리핀 - 아그네스
- 조쉬 파뎀 - 시드
- 팻 매직, 칼리 월글렌 - 투칸
- 마임 비알릭 - 성인 잉카
- 캐서린 라이트만, 바네사 마샬 - 페키
- 짐 행크스 - 가렛 기즈모 교수 역
- 이안 제임스 콜렛 - 기계공
- 멜리사 빌라세너 - 보아
- 모리스 라마르쉬 - 부서진 카누
- 민디 스털링 - 그랜드 부인
- 알라나 우바흐 - 마리나
- 앰버 후드 - 메리나
- 에디 디젠 - 힐데브란트 씨
- 니코 콜라레오 - 필
- 메리 버드송
- 이베트 니콜 브라운
- 데비 데리베리
- 타카요 피셔
- 에이프릴 윈첼

- 수잔 사일로
- 라우리 프레이저
- 로렌 랩커스
- 로렌 톰
- 칸디 마일로
- 라라 질 밀러
- 멜라니 차트오프
- 마사사 모요
- 캐시 그리핀
- 린다 해밀턴
- 케이티 리
- 로저 로즈
- 제프 베넷
- 시레나 어윈
- 존 디마지오
- 존 카시르
- 에이미 힐
- 로빈 앳킨 다운스
- 레이첼 드래치 - 게일